# Creuse (affluent de la Vienne)
Pour les articles homonymes, voir Creuse.
La Creuse est un cours d'eau français, qui coule dans les départements de la Creuse, de l'Indre, d'Indre-et-Loire et de la Vienne, en régions Centre-Val de Loire et Nouvelle-Aquitaine.
C'est un affluent de la Vienne, donc un sous-affluent de la Loire.

## Géographie

### Cours
Le cours d'eau a une longueur de 263,38 km.
Il prend sa source dans le département de la Creuse, à 811 m d'altitude, près du lieu-dit « Chirat » (au bord de la RD 8), sur le plateau de Millevaches, sur le territoire de la commune du Mas-d'Artige, puis s'écoule vers le nord-ouest.
Son confluent avec la Vienne, se situe à 34 m d'altitude, près du lieu-dit « Bec des Deux Eaux », sur le territoire des communes de Port-de-Piles (Vienne) et de Ports-sur-Vienne (Indre-et-Loire),.

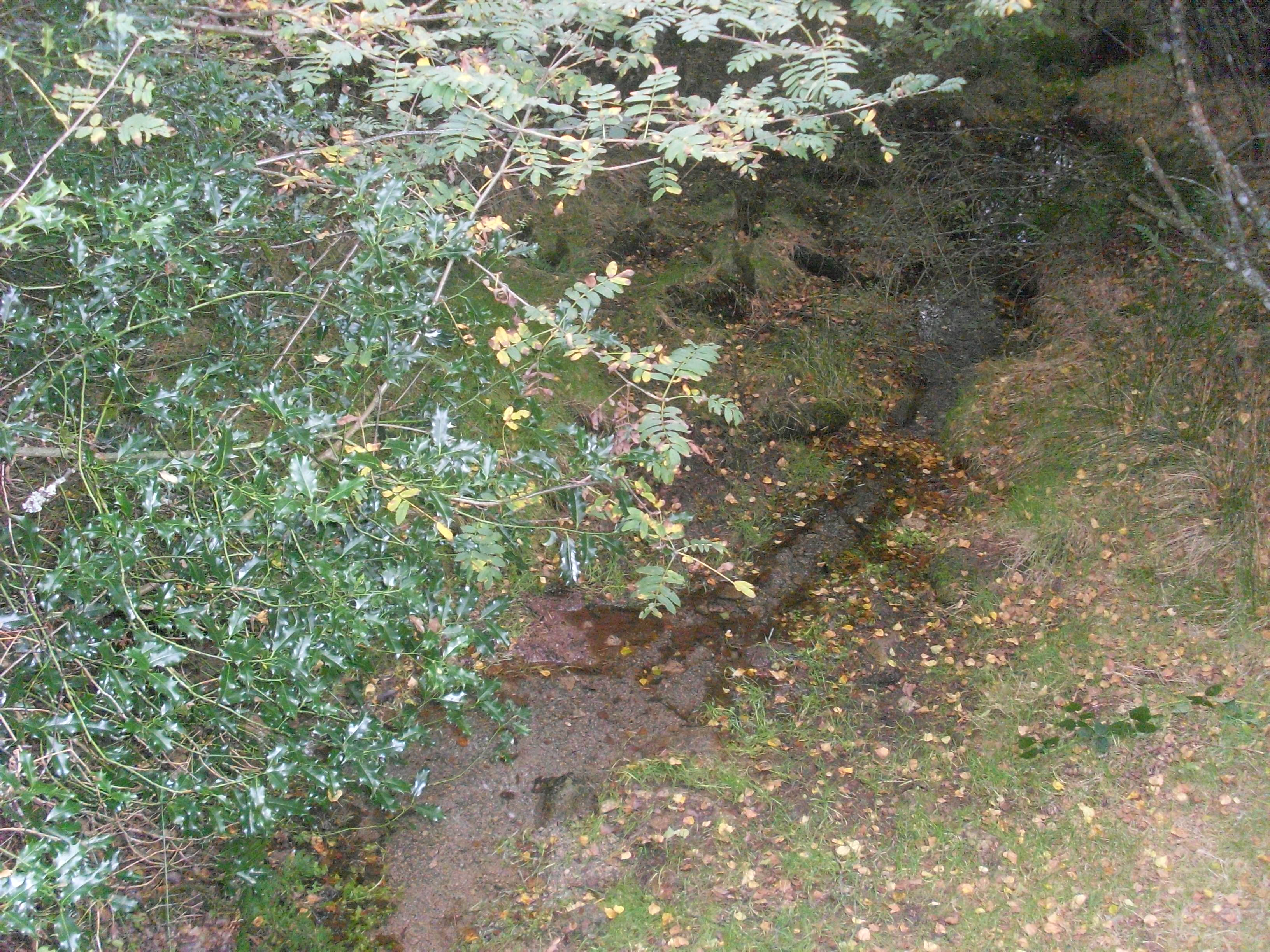
Source.

### Départements et communes traversés
La rivière traverse quatre-vingt communes situées dans les départements de la Creuse, de l'Indre, de l'Indre-et-Loire et de la Vienne,.
| Départements   | Communes |
| -------------- | --- |
| Creuse         | Ahun, Ajain, Alleyrat, Anzême, Aubusson, Blessac, Le Bourg-d'Hem, La Celle-Dunoise, Champsanglard, Clairavaux, Cressat, Crozant, Croze, Felletin, Fransèches, Fresselines, Glénic, Jouillat, Maison-Feyne, Le Mas-d'Artige, Mazeirat, Moutier-d'Ahun, Moutier-Rozeille, Pionnat, Saint-Fiel, Saint-Laurent, Saint-Maixant, Saint-Martial-le-Mont, Saint-Médard-la-Rochette, Saint-Quentin-la-Chabanne, Saint-Sulpice-le-Dunois, Sainte-Feyre et Villard |
| Indre          | Argenton-sur-Creuse, Badecon-le-Pin, Baraize, Le Blanc, Ceaulmont, Chasseneuil, Chitray, Ciron, Cuzion, Éguzon-Chantôme, Fontgombault, Gargilesse-Dampierre, Lurais, Le Menoux, Néons-sur-Creuse, Oulches, Le Pêchereau, Le Pont-Chrétien-Chabenet, Pouligny-Saint-Pierre, Preuilly-la-Ville, Rivarennes, Ruffec, Saint-Aigny, Saint-Gaultier, Saint-Marcel, Saint-Plantaire, Sauzelles, Thenay et Tournon-Saint-Martin                                 |
| Indre-et-Loire | Abilly, Barrou, La Celle-Saint-Avant, Chambon, Descartes, La Guerche, Nouâtre, Ports-sur-Vienne, Tournon-Saint-Pierre et Yzeures-sur-Creuse |
| Vienne         | Buxeuil, Lésigny, Leugny, Mairé, Les Ormes, Port-de-Piles, La Roche-Posay et Saint-Rémy-sur-Creuse |

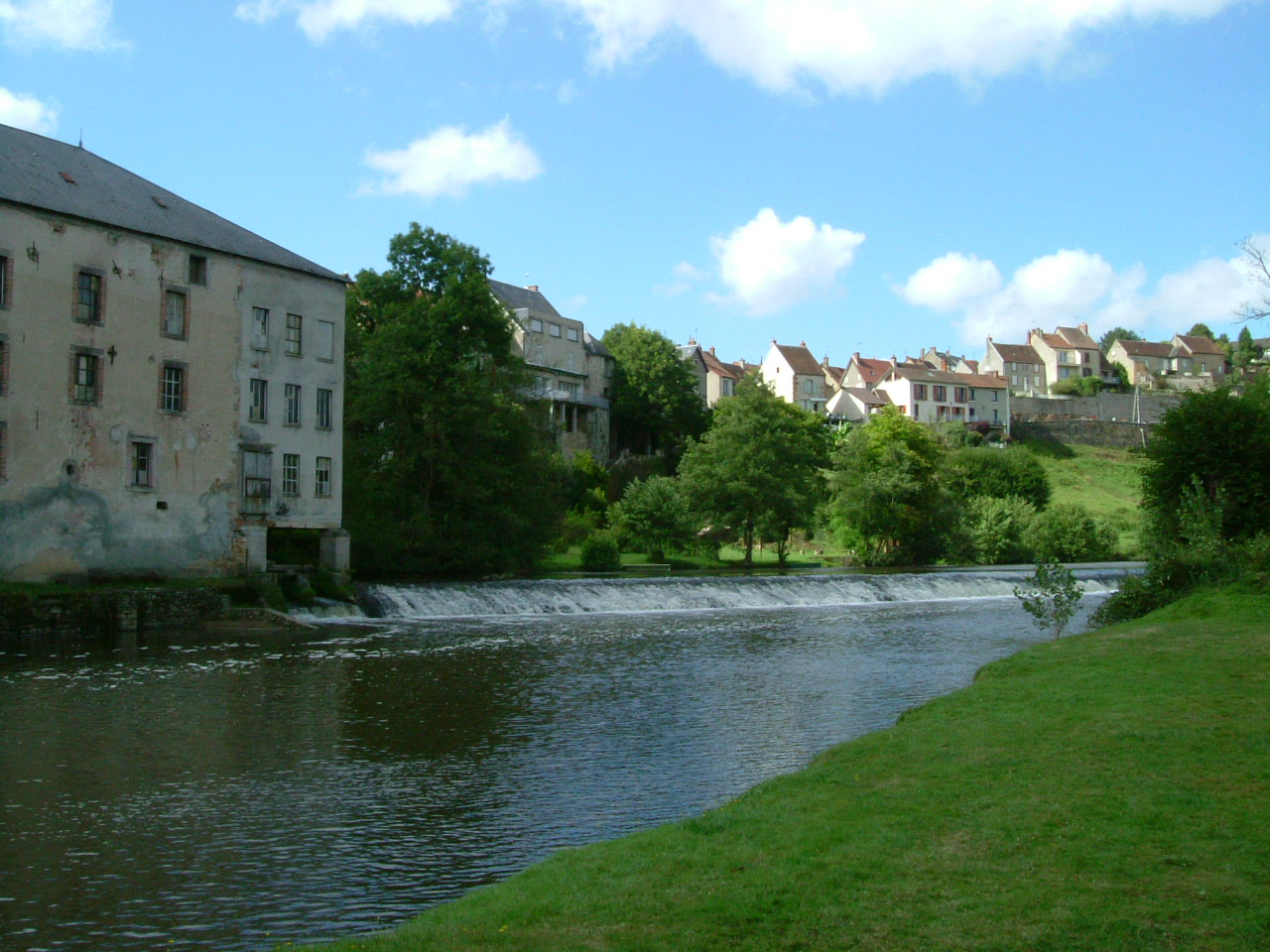
La Celle-Dunoise.
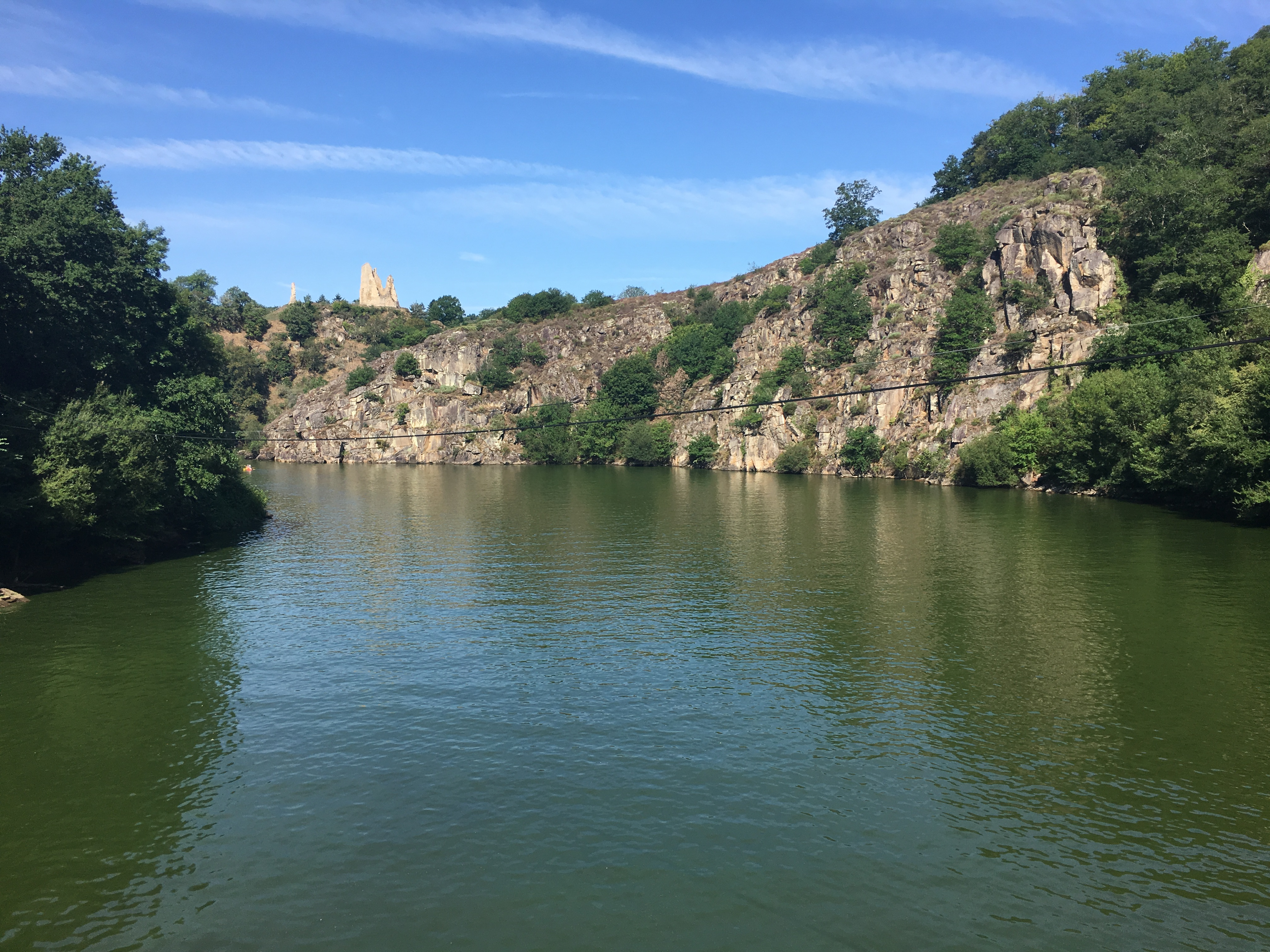
Crozant.
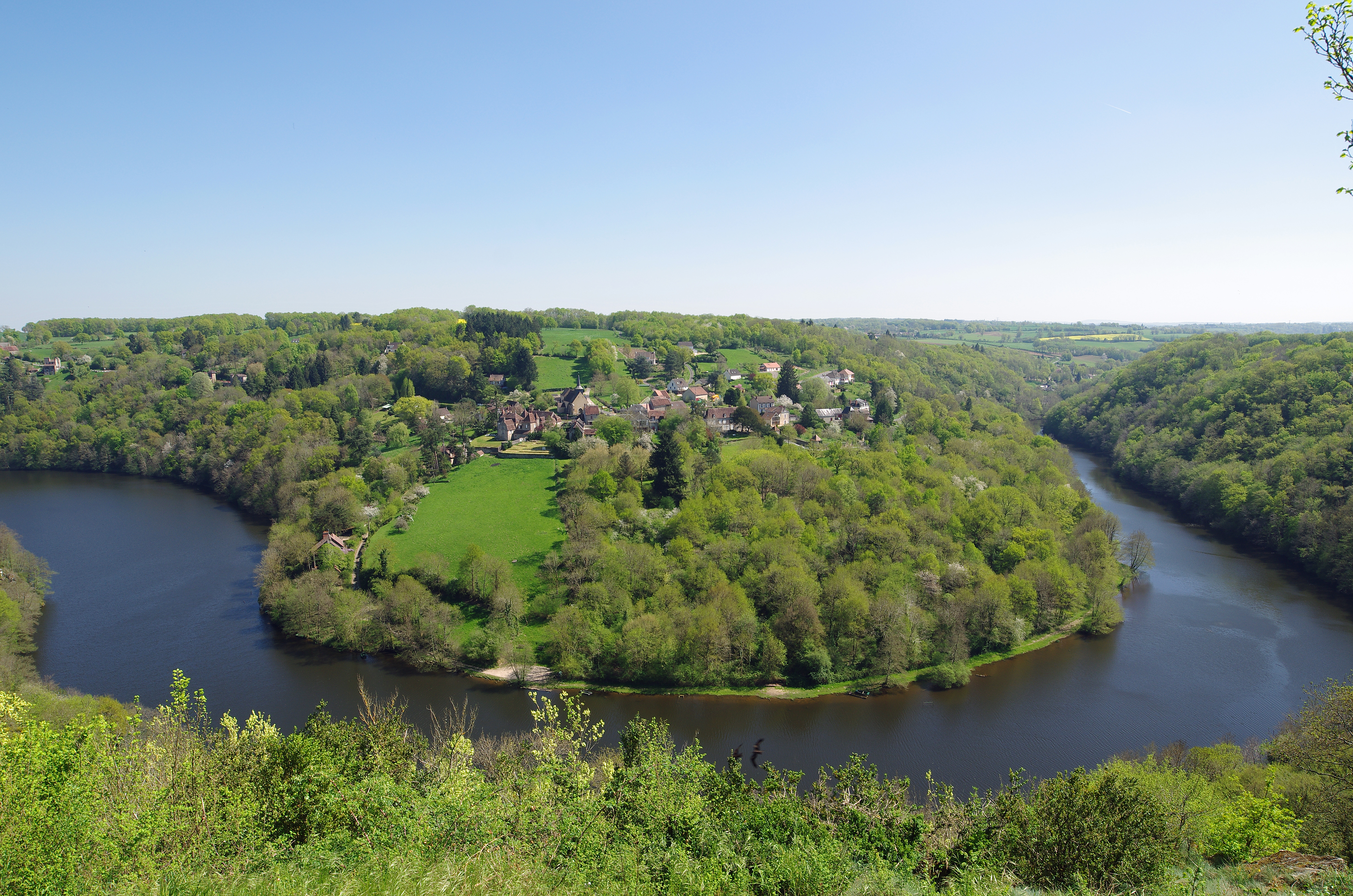
Ceaulmont.
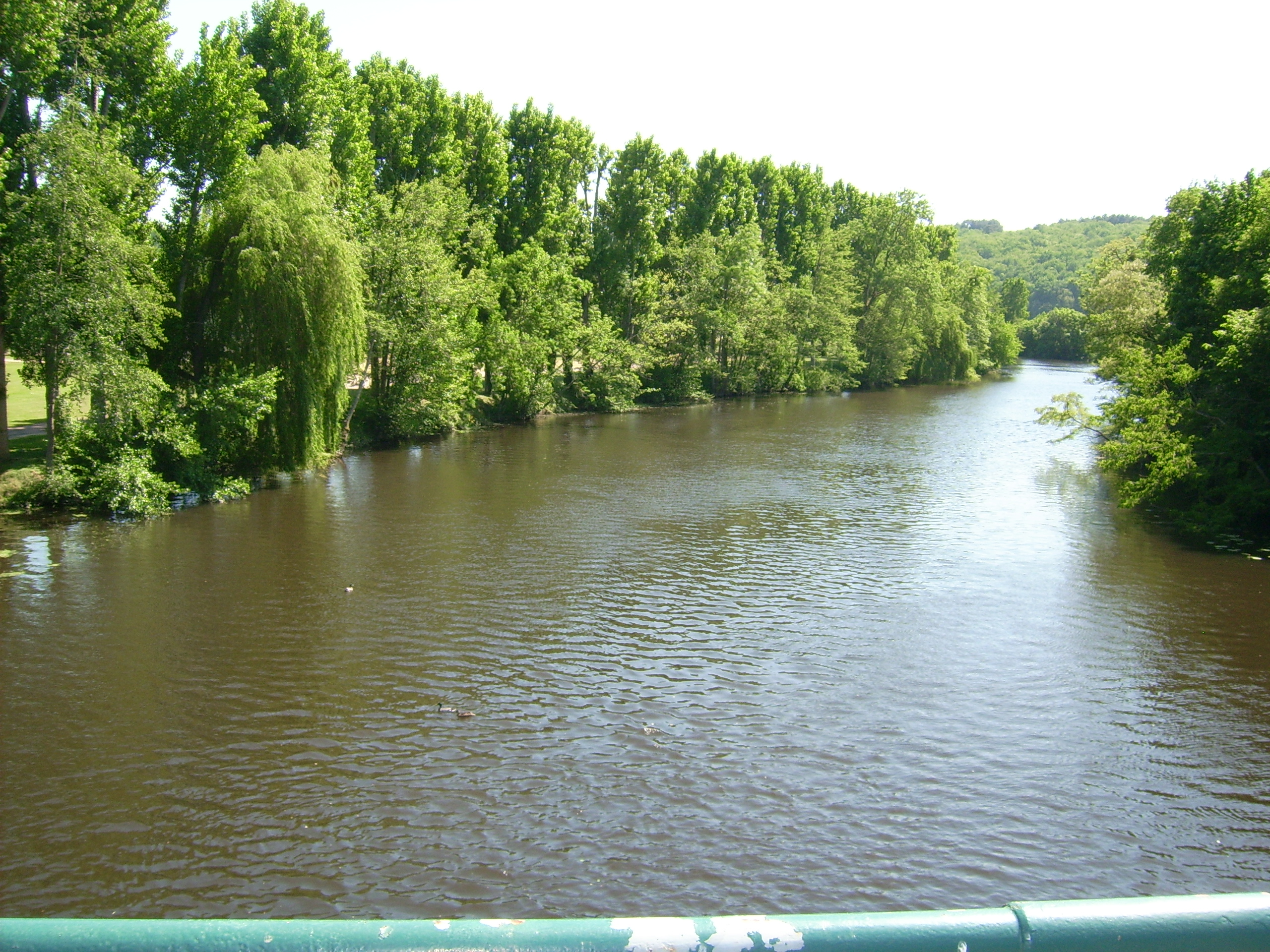
Yzeures-sur-Creuse.
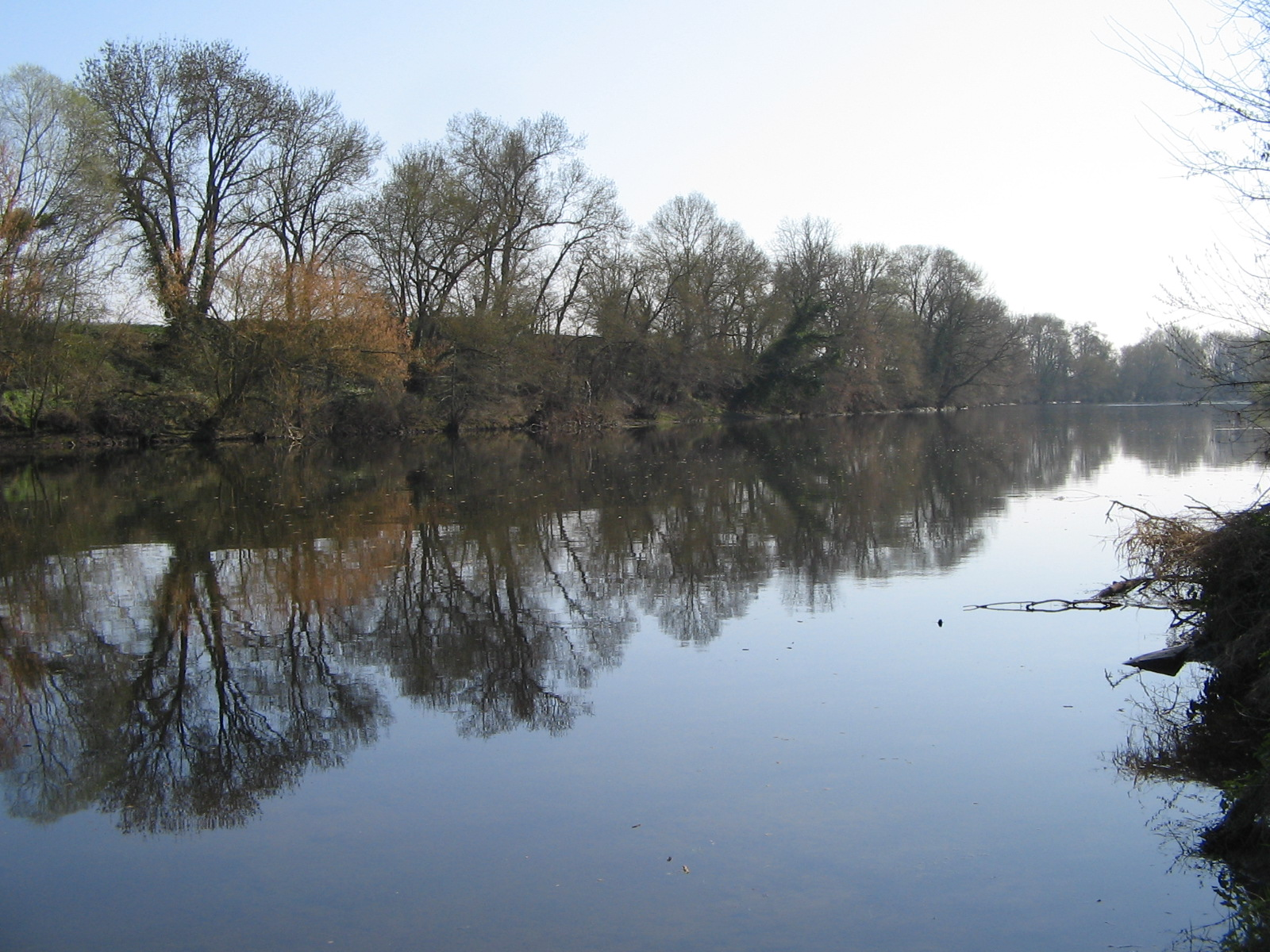
Saint-Rémy-sur-Creuse.

### Bassin versant
Les bassins hydrographiques sont découpés dans le référentiel national BD Carthage en éléments de plus en plus fins, emboîtés selon quatre niveaux : régions hydrographiques, secteurs, sous-secteurs et zones hydrographiques.
La Creuse traverse les trente zones hydrographiques suivantes :
- la Creuse de la Gartempe à la Luire ;
- la Rozeille du rau des Cotes à la Creuse ;
- la Vienne de la Creuse à la Bourouse ;
- la Creuse de la Luire à la Claise ;
- la Creuse du rau des Mazeaux au rau du Pont de Chatre ;
- la Creuse de la Rozeille au rau de Tranloup ;
- la Creuse du rau de Tranloup au rau de Chezalet ;
- la Creuse du rau de Pont de Chatre à la Petite Creuse ;
- la Creuse de la Sédelle au rau de Gargilesse ;
- la Creuse du rau de Gargilesse à la Bouzanne ;
- la Vienne du rau des Trois Moulins à la Creuse ;
- la Creuse de la Petite Creuse à la Sédelle ;
- l'Esves de la Ligoire à la Creuse ;
- la Creuse de l'Esves à la Vienne ;
- la Creuse de sa source à la Gionne ;
- la Creuse de la Bouzanne à la Drouille ;
- la Sédelle de la Brezantine à la Creuse ;
- la Creuse du rau de Chezalet au rau des Mazeaux ;
- la Petite Creuse du rau du Moulin de Gautrou à la Creuse ;
- la Bouzanne du Creusanîais à la Creuse ;
- la Claise de l'Aigronne à la Creuse ;
- la Creuse de la Claise à l'Esves ;
- le Suin de l'étang de la Mer Rouge à la Creuse ;
- la Gartempe du Ris à la Creuse ;
- la Creuse de la Drouille au Brion ;
- la Creuse du Suin à la Gartempe ;
- la Luire & ses affluents ;
- la Creuse du Brion au rau de Saint Victor ;
- la Creuse du rau de Saint Victor au Suin ;
- la Creuse de la Gionne à la Rozeille.

Son bassin versant a une superficie totale de 1 693 km2 et est constitué à 70,67 % de « territoires agricoles », à 25,00 % de « forêts et milieux semi-naturels », à 3,76 % de « territoires artificialisés », à 0,55 % de « surfaces en eau » et à 0.02 % de « zones humides ». Il s'insère dans les zones hydrographiques « La Creuse de la Gartempe à la Luire, La Creuse de la Luire à la Claise, La Creuse du rau des Mazeaux au rau du Pont de Chatre, La Creuse de la Rozeille au rau de Tranloup, La Creuse du rau de Tranloup au rau de Chezalet, La Creuse du rau de Pont de Chatre à la Petite Creuse, La Creuse de la Sédelle au rau de Gargilesse, La Creuse du rau de Gargilesse à la Bouzanne, La Creuse de la Petite Creuse à la Sédelle, La Creuse de l'Esves à la Vienne, La Creuse de sa source à la Gionne, La Creuse de la Bouzanne à la Drouille, La Creuse du rau de Chezalet au rau des Mazeaux, La Claise de l'Aigronne à la Creuse, La Creuse de la Claise à l'Esves, La Creuse de la Drouille au Brion, La Creuse du Suin à la Gartempe, La Creuse du Brion au rau de Saint Victor, La Creuse du rau de Saint Victor au Suin et La Creuse de la Gionne à la Rozeille », au sein du bassin DCE plus large « La Loire, les cours d'eau côtiers vendéens et bretons et La Garonne, l'Adour, la Dordogne, la Charente et les cours d'eau côtiers charentais et aquitains ».

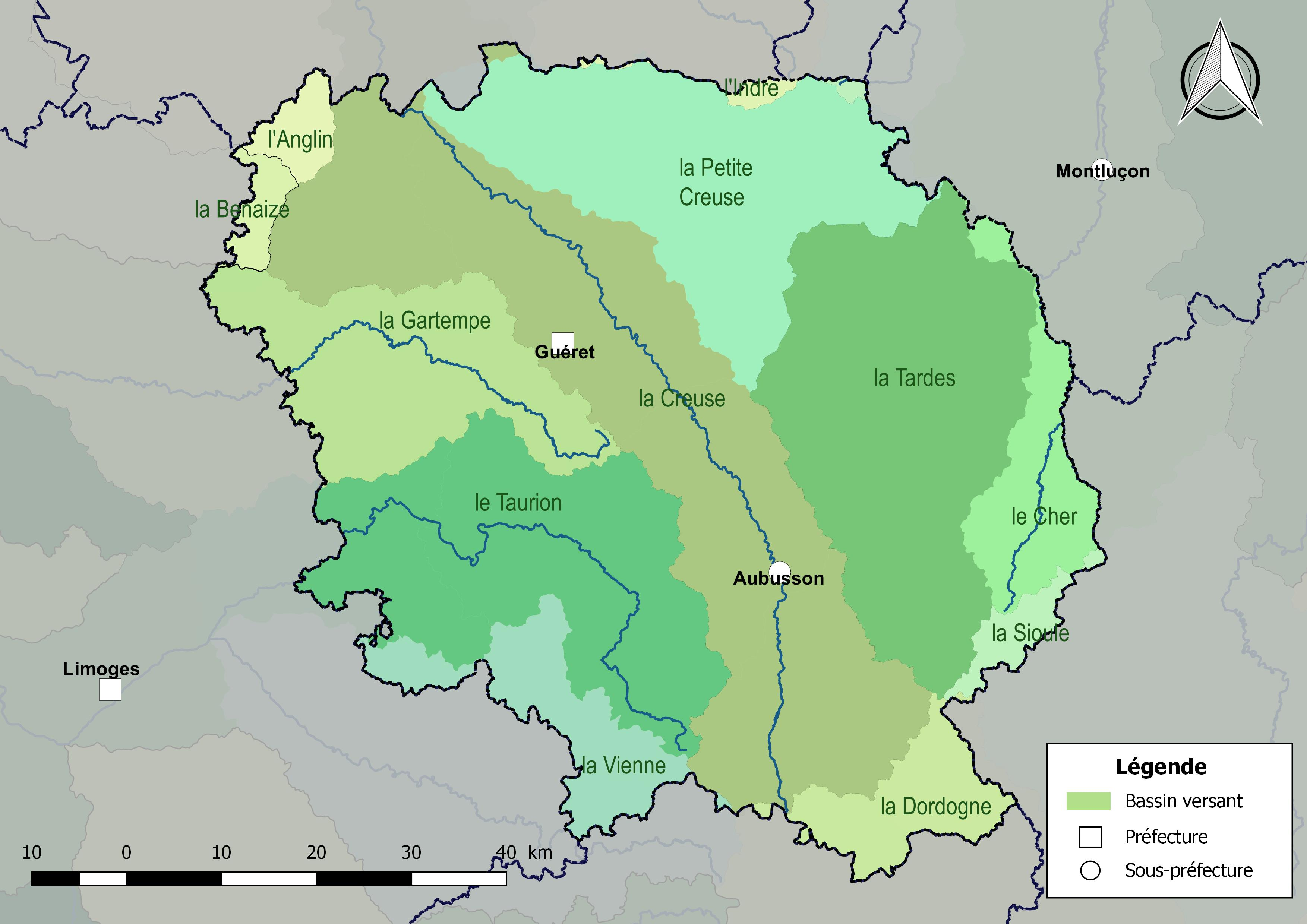
Les principaux bassins versants du département de la Creuse.
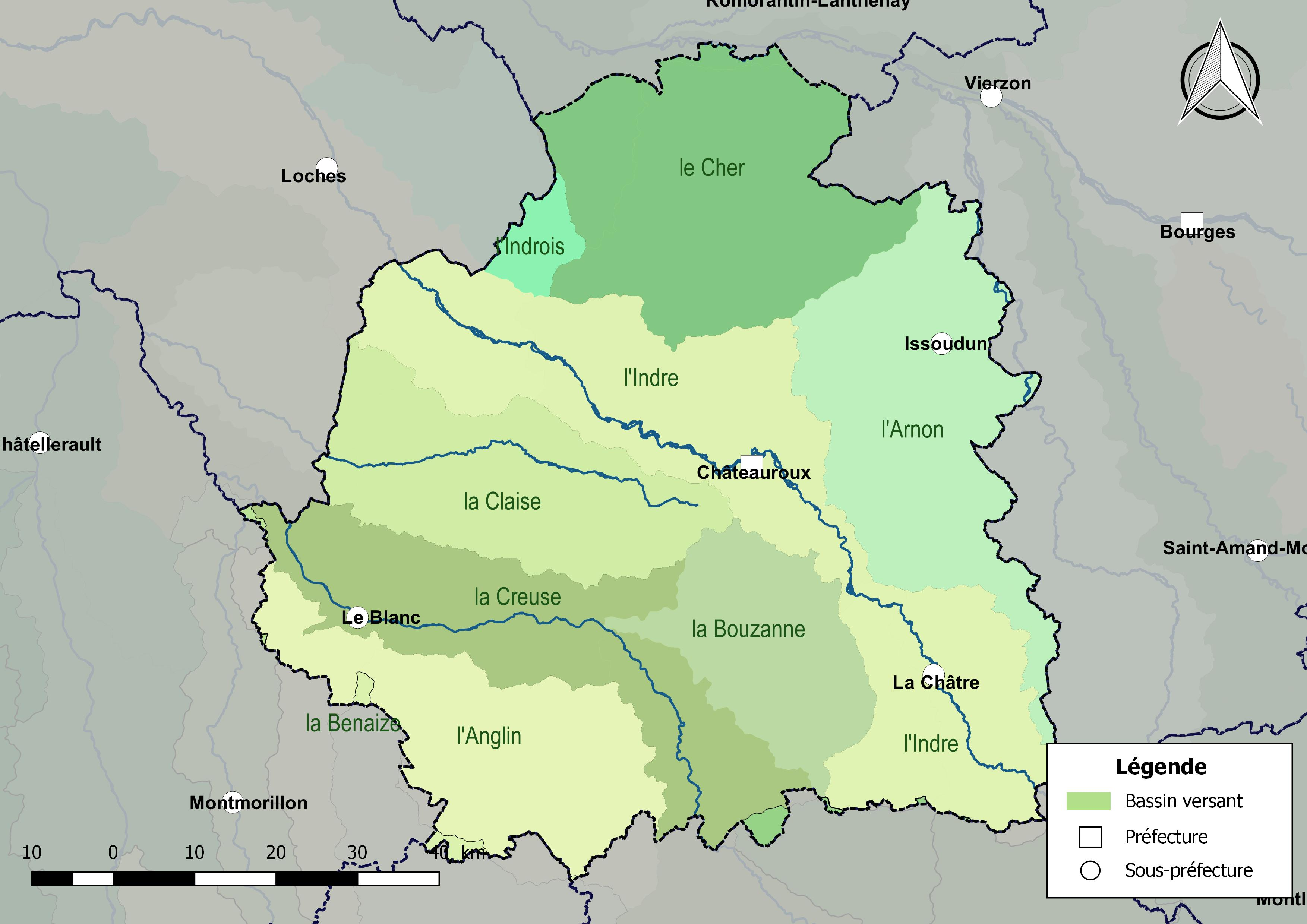
Les principaux bassins versants du département de l'Indre.
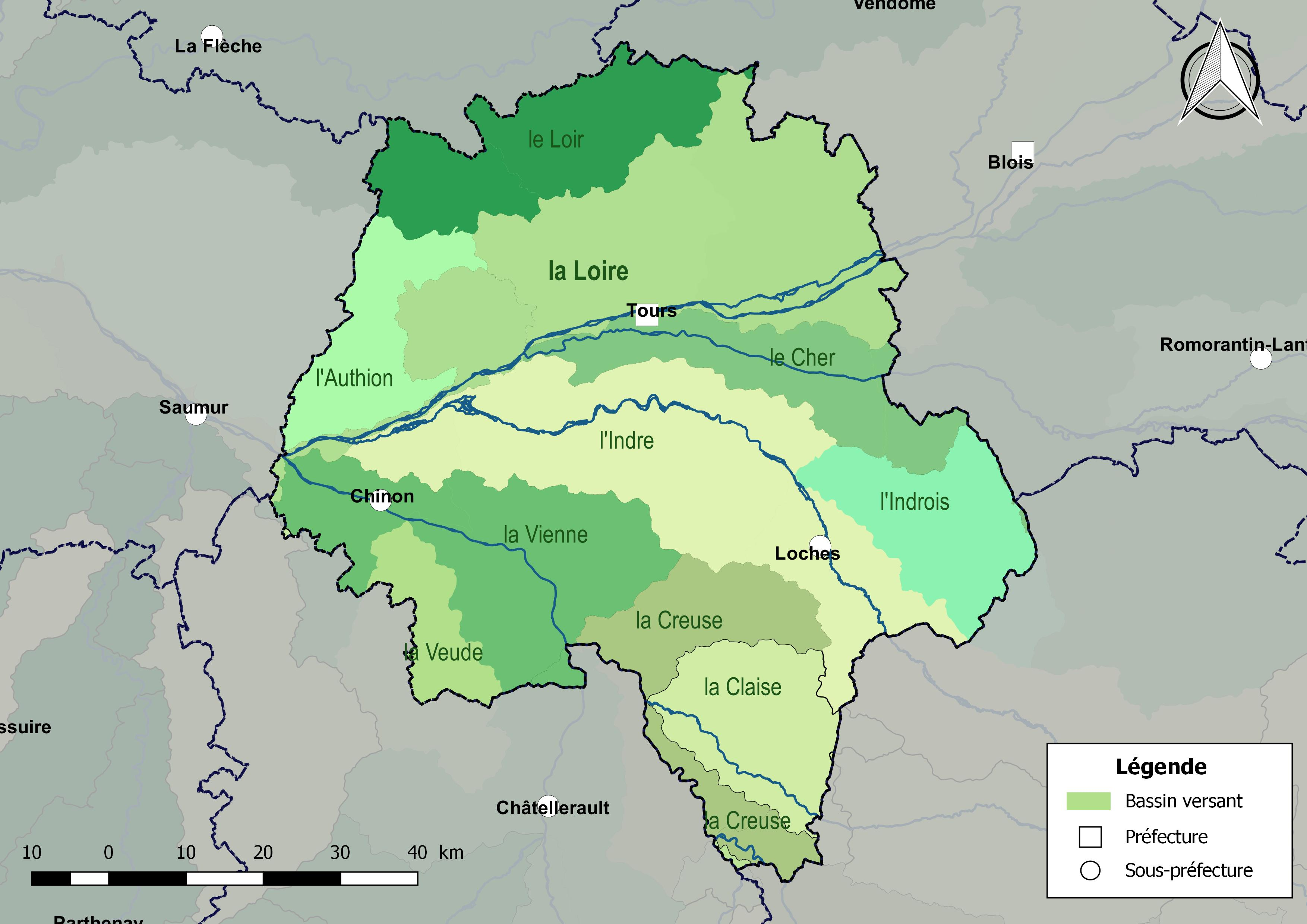
Les principaux bassins versants du département d'Indre-et-Loire.
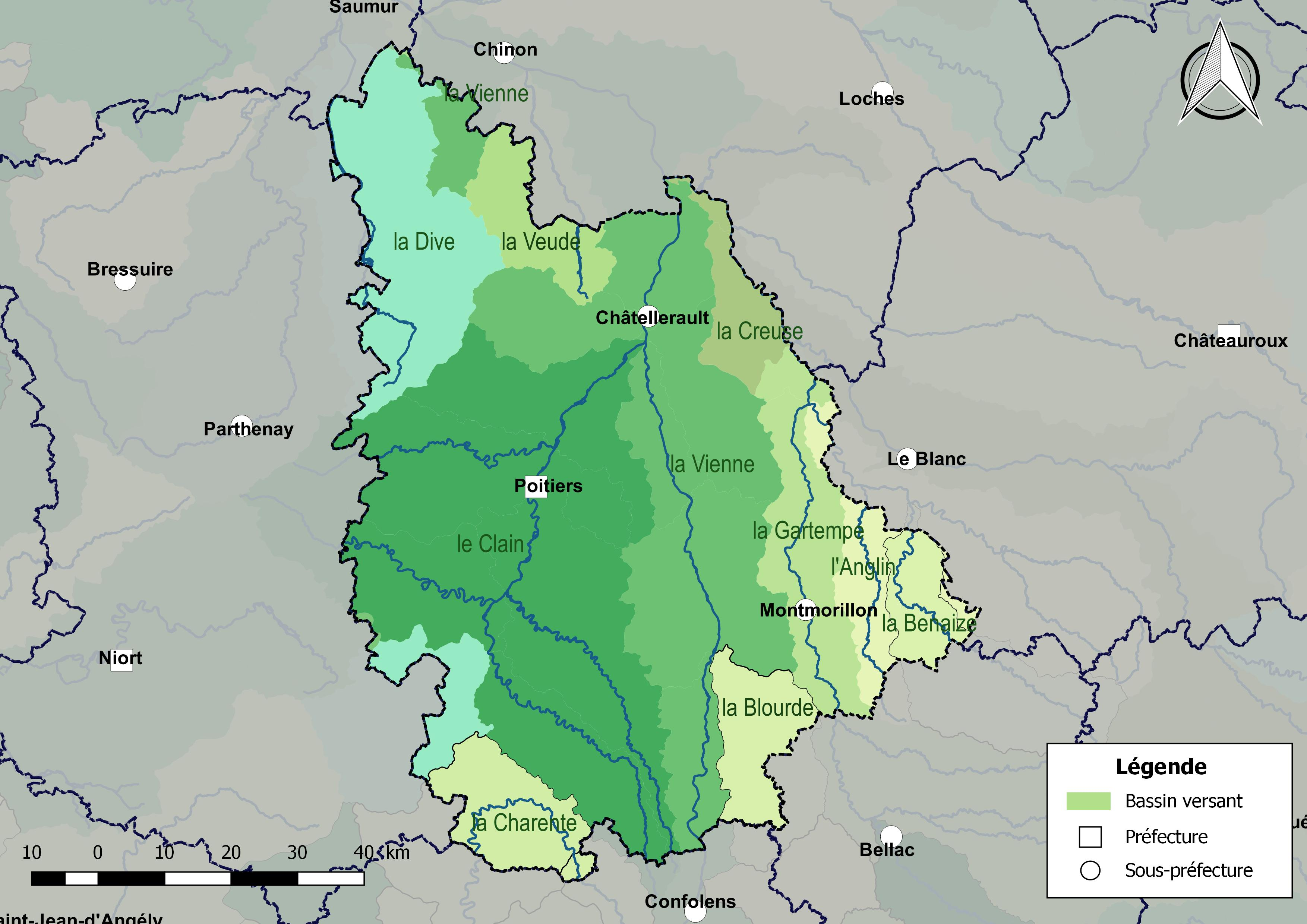
Les principaux bassins versants du département de la Vienne.

#### Échelle du bassin
En France, la gestion de l’eau, soumise à une législation nationale et à des directives européennes, se décline par bassin hydrographique, au nombre de sept en France métropolitaine, échelle cohérente écologiquement et adaptée à une gestion des ressources en eau. La Creuse est sur le territoire du bassin Loire-Bretagne et l'organisme de gestion à l'échelle du bassin est l'agence de l'eau Loire-Bretagne.

### Organisme gestionnaire
Le syndicat mixte d’aménagement de la Brenne, de la Creuse, de l’Anglin et de la Claise (SMABCAC) est l'organisme gestionnaire du cours d'eau.

## Affluents
La Creuse possède cent quatre vingt trois affluents.
| Noms                       | km  | Noms                    | km | Noms                     | km | Noms                                  | km | Noms                        | km |
| -------------------------- | --- | ----------------------- | -- | ------------------------ | -- | ------------------------------------- | -- | --------------------------- | -- |
| La Gartempe                | 205 | Le Lardillier           | 9  | La Gorce                 | 4  | Ruisseau des Ganiches                 | 2  | L4735100                    | 1  |
| La Sédelle                 | 38  | Les Chers               | 8  | Ruisseau du Mas du Theil | 4  | Ruisseau de la Font Chapereau         | 2  | L4205300                    | 1  |
| La Gargilesse              | 22  | Les Grandes Courances   | 8  | Ruisseau de Chantemilan  | 4  | Ruisseau de Ribois                    | 2  | L4004000                    | 1  |
| Le Brion                   | 17  | Le Besse                | 7  | La Rongère               | 4  | Ruisseau du Moulin de l'Étang         | 2  | L4734800                    | 1  |
| La Gioune                  | 17  | Le Félinas              | 7  | Ruisseau du Riveau       | 4  | Ruisseau d'Antariaux                  | 2  | L4105750                    | 1  |
| La Beauze                  | 17  | Le Chambéraud           | 7  | L6024600                 | 4  | Ruisseau des Prés de la Croix Blanche | 2  | L6334300                    | 1  |
| La Luire                   | 16  | La Ribière              | 7  | Ruisseau des Genêts      | 4  | Ruisseau de la Roche du Ris           | 2  | L4004300                    | 1  |
| Le Gourbillon              | 15  | Le Chassidouze          | 7  | L4014300                 | 3  | L6004200                              | 2  | L4765000                    | 1  |
| La Naute                   | 14  | Le Ris                  | 7  | L4114100                 | 3  | L4115800                              | 2  | L4005500                    | 1  |
| Le Cherpont                | 12  | Le Chantadoux           | 6  | Ruisseau de Grouille     | 3  | L6305400                              | 2  | L4704700                    | 1  |
| Le Saint-Hilaire-la-Plaine | 11  | Le Gué de la Reine      | 6  | L6305000                 | 3  | L6304050                              | 2  | L4765100                    | 1  |
| La Siauve                  | 10  | Ruisseau de la Combette | 6  | L6004000                 | 3  | Ruisseau de Valette                   | 2  | Le Rueil de la Grange Neuve | 1  |
| L'Épy                      | 10  | Ruisseau de Champotier  | 6  | L4205740                 | 3  | L6005000                              | 2  | L4016900                    | 1  |
| L'Isles                    | 10  | L4734200                | 5  | L4764200                 | 3  | Courance des Philippe                 | 2  | L4017000                    | 1  |
| Le Chézalet                | 10  | Le Chirouze             | 5  | L'Abat                   | 3  | L4216450                              | 2  | L4534400                    | 1  |
| La Clavière                | 10  | Petites Courances       | 5  | L4004100                 | 3  | L4734350                              | 2  |                             |    |
| Le Tranloup                | 9   | Riau de Socco           | 4  | L4224050                 | 3  | L4545800                              | 2  |                             |    |
| Le Fransèches              | 9   | La Fortune              | 4  | L4114050                 | 2  | L6304100                              | 2  |                             |    |

| Noms                     | km | Noms                  | km | Noms                       | km | Noms                  | km | Noms                      | km |
| ------------------------ | -- | --------------------- | -- | -------------------------- | -- | --------------------- | -- | ------------------------- | -- |
| La Petite Creuse         | 95 | L4704800              | 7  | L6005200                   | 4  | Ruisseau de Bourlat   | 3  | L4534150                  | 2  |
| La Claise                | 87 | L4104200              | 7  | L4734020                   | 4  | L6025000              | 3  | L6004600                  | 1  |
| La Bouzanne              | 84 | Ruisseau la Drouille  | 7  | Ruisseau du Moulin Ratet   | 4  | L6025100              | 3  | L4213900                  | 1  |
| L'Esves                  | 39 | La Mage               | 7  | Ruisseau la Gasne          | 4  | L4004200              | 3  | L6004550                  | 1  |
| Le Suin                  | 36 | L4106700              | 6  | L4114000                   | 4  | L4014100              | 3  | Ruisseau des Cotes Planes | 1  |
| La Rozeille              | 34 | Ruisseau du Breuil    | 6  | La Gerge                   | 4  | L4224100              | 2  | L4015550                  | 1  |
| Le Bouzanteuil           | 12 | Le Gône               | 6  | Les Dauges                 | 4  | L4216500              | 2  | L4216600                  | 1  |
| Le Grand Vicq            | 11 | Ruisseau de la Cour   | 6  | L6024300                   | 4  | Ruisseau de Longsagne | 2  | Ruisseau de Puymanteau    | 1  |
| Le Bouzantin             | 11 | L4734040              | 6  | La Planche                 | 4  | L4117060              | 2  | L4005550                  | 1  |
| Le Voutouéry             | 10 | Le Bois               | 6  | Ruisseau de la Fontrouille | 4  | L4106840              | 2  | L4106950                  | 1  |
| Les Mazeaux              | 9  | Le Chanive            | 6  | L4715200                   | 3  | L6024360              | 2  | L4014350                  | 1  |
| Ruisseau de Saint-Victor | 9  | Le Breuil             | 5  | Ruisseau du Villard        | 3  | L4535700              | 2  | L4216940                  | 1  |
| Ruisseau de Follet       | 9  | Les Chézeaux          | 5  | Ruisseau le Léonardet      | 3  | L4206450              | 2  | L4764100                  | 1  |
| La Dejonne               | 8  | Les Longes Fonts      | 5  | Le Pont de Châtre          | 3  | L6005100              | 2  | L4216920                  | 1  |
| La Vallée des Bois       | 8  | Ruisseau des Chambons | 5  | Le Sagnevieille            | 3  | L4104000              | 2  | L4226000                  | 1  |
| Le Saint Pardoux         | 8  | L6004700              | 5  | Ruisseau de Villegondry    | 3  | L4116150              | 2  | L4016600                  | 0  |
| Le Villechaud            | 8  | L'Ourdeaux            | 5  | L4764900                   | 3  | L6305200              | 2  |                           |    |
| Le Lombarteix            | 7  | Le Ribault            | 5  | L4116100                   | 3  | L6025050              | 2  |                           |    |
| L4714300                 | 7  | L4764600              | 5  | L4534200                   | 3  | L6004900              | 2  |                           |    |
| Le Vigeville             | 7  | L6024750              | 4  | L4206900                   | 3  | Ruisseau de Linard    | 2  |                           |    |

### Rang de Strahler
Son rang de Strahler est de sept.

## Hydrologie

### Stations de mesures
Treize stations de mesures sont répartient tout au long du cours d'eau.

### Étiage ou basses eaux
Le VCN3 peut chuter jusque 6,3 m3, à Leugny, en cas de période quinquennale sèche.

### Lame d'eau et débit spécifique
La lame d'eau écoulée dans le bassin de la Creuse est de 303 millimètres annuellement, ce qui est un peu moindre que la moyenne d'ensemble de la France tous bassins confondus, ainsi d'ailleurs que celle du bassin versant de la Vienne (319 millimètres). Le débit spécifique (ou Qsp) atteint 9,6 litres par seconde et par kilomètre carré de bassin.

### État des masses d'eau et objectifs
Pour les cours d’eau, la délimitation des masses d’eau est basée principalement sur la taille du cours d’eau et la notion d’hydro-écorégion. Ces masses d’eau servent ainsi d’unité d’évaluation de l’état des eaux dans le cadre de la directive européenne.
La Creuse fait partie des masses d'eaux codifiée : FRGR0363a, FRGR0364a, FRGR0364b, FRGR0364d, FRGR0365b, FRGR0366a et FRGR0366b et dénommée « La Creuse et ses affluents depuis la source jusqu'à la retenue des Combes, La Creuse depuis retenue des Combes jusqu'à la confluence avec le ruisseau des Chers, La Creuse la confluence avec le ruisseau des Chers jusqu'au complexe de L'Âge, La Creuse depuis le complexe de L'Âge jusqu'au complexe d'Éguzon, La Creuse depuis le complexe d'Éguzon jusqu'à la confluence avec la Gartempe, La Creuse depuis confluence avec la Gartempe jusqu'à Descartes et La Creuse Descartes jusqu'à la confluence avec la Vienne ».
Le schéma directeur d'aménagement et de gestion des eaux (Sdage) Loire-Bretagne est un document de planification dans le domaine de l’eau. Il définit, pour une période de six ans les grandes orientations pour une gestion équilibrée de la ressource en eau ainsi que les objectifs de qualité et de quantité des eaux à atteindre dans le bassin Loire-Bretagne. L'état des lieux 2013 défini dans la SDAGE 2016 – 2021 et les objectifs à atteindre pour cette masse d'eau sont les suivants,, :
| Code masse d'eau | Libellé masse d'eau                                                                  |
| ---------------- | ------------------------------------------------------------------------------------ |
| FRGR0363a        | La Creuse et ses affluents depuis la source jusqu'à la retenue des Combes            |
| FRGR0364a        | La Creuse depuis retenue des Combes jusqu'à la confluence avec le ruisseau des Chers |
| FRGR0364b        | La Creuse la confluence avec le ruisseau des Chers jusqu'au complexe de L'Âge        |
| FRGR0364d        | La Creuse depuis le complexe de L'Âge jusqu'au complexe d'Éguzon                     |
| FRGR0365b        | La Creuse depuis le complexe d'Éguzon jusqu'à la confluence avec la Gartempe         |
| FRGR0366a        | La Creuse depuis confluence avec la Gartempe jusqu'à Descartes                       |
| FRGR0366b        | La Creuse Descartes jusqu'à la confluence avec la Vienne                             |

|           | Écologique | Biologique | Physico-chimie générale | Polluants spécifiques |
| --------- | ---------- | ---------- | ----------------------- | --------------------- |
| FRGR0363a | Bon état   | X          | Bon état                | X                     |
| FRGR0364a | Bon état   | Bon état   | Moyen                   | X                     |
| FRGR0364b | Bon état   | Bon état   | Bon état                | X                     |
| FRGR0364d | Bon état   | Moyen      | Moyen                   | Bon état              |
| FRGR0365b | Moyen      | Moyen      | Bon état                | Bon état              |
| FRGR0366a | Moyen      | Moyen      | Bon état                | Bon état              |
| FRGR0366b | Bon état   | Bon état   | Bon état                | X                     |

|           | Écologique | Chimique | Global   |
| --------- | ---------- | -------- | -------- |
| FRGR0363a | Bon état   | Bon état | Bon état |
| FRGR0364a | Bon état   | Bon état | Bon état |
| FRGR0364b | Bon état   | Bon état | Bon état |
| FRGR0364d | Bon état   | Bon état | Bon état |
| FRGR0365b | Bon état   | Bon état | Bon état |
| FRGR0366a | Bon état   | Bon état | Bon état |
| FRGR0366b | Bon état   | Bon état | Bon état |

## Histoire
La Creuse (Cròsa, Creusa ou encore Cruesa en occitan) est attestée sous les formes Crosa au VIIIe siècle, Chrosa en 730, Crosa en 936 et Croza en 1310.
On peut noter l'analogie entre la première forme du mot « creux » attestée en ancien français : cruose et la forme occitane du nom de la rivière Cruesa. En outre, le genre féminin est le plus fréquent parmi les hydronymes.
Ernest Nègre y voit un préceltique crosa « vallée profonde ». Le mot "creux" en français, cròs en occitan est d'origine gallo-romane. Son aire de répartition, tant en France qu'en Italie septentrionale, rend plausible une étymologie celtique.
La rivière a donné son hydronyme aux quatre communes d'Argenton-sur-Creuse, Néons-sur-Creuse, Saint-Rémy-sur-Creuse et Yzeures-sur-Creuse.
L'école de Crozant est située sur les rives des deux Creuses à proximité des communes de Crozant et de Fresselines, dans le département de la Creuse. C'est une école « sans maître », qui n'est rien d'autre qu'une commode appellation, imaginée ultérieurement, pour désigner tous ceux qui ont trouvé l'inspiration sur les rives de la Creuse. Claude Monet en 1889, au cours d'un séjour à Fresselines, peignait une de ses séries sur le site du confluent des deux Creuses. Il réalisera 23 toiles dans la vallée.

## Aménagements et écologie

### Activités économiques

#### Groupement d'usines d'Éguzon
Le groupement d'usines d'Éguzon comprend six barrages, qui sont situés sur la rivière Creuse, entre les communes d'Anzême (Creuse) et de Badecon-le-Pin (Indre).

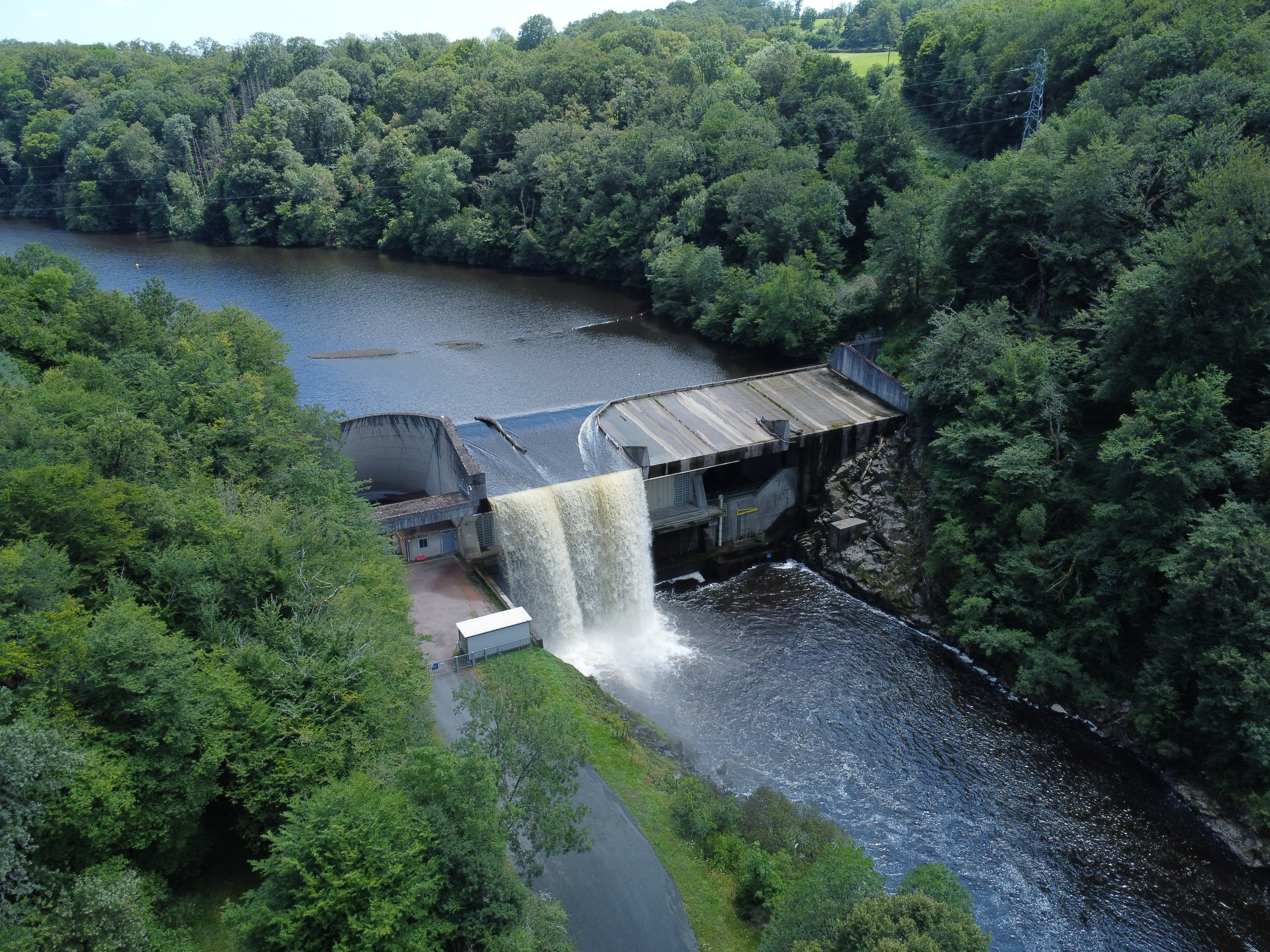
Champsanglard.
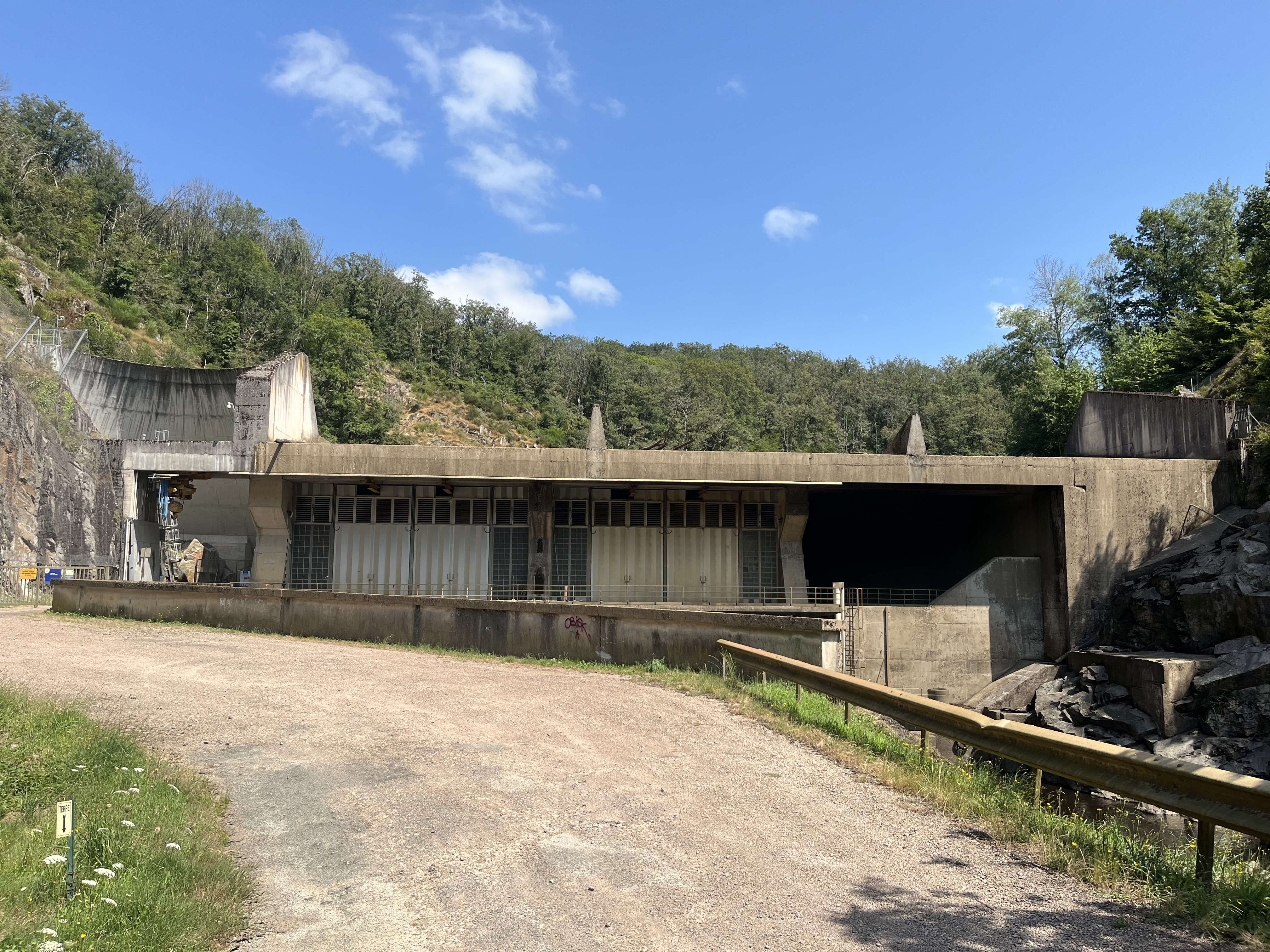
Chezelles.
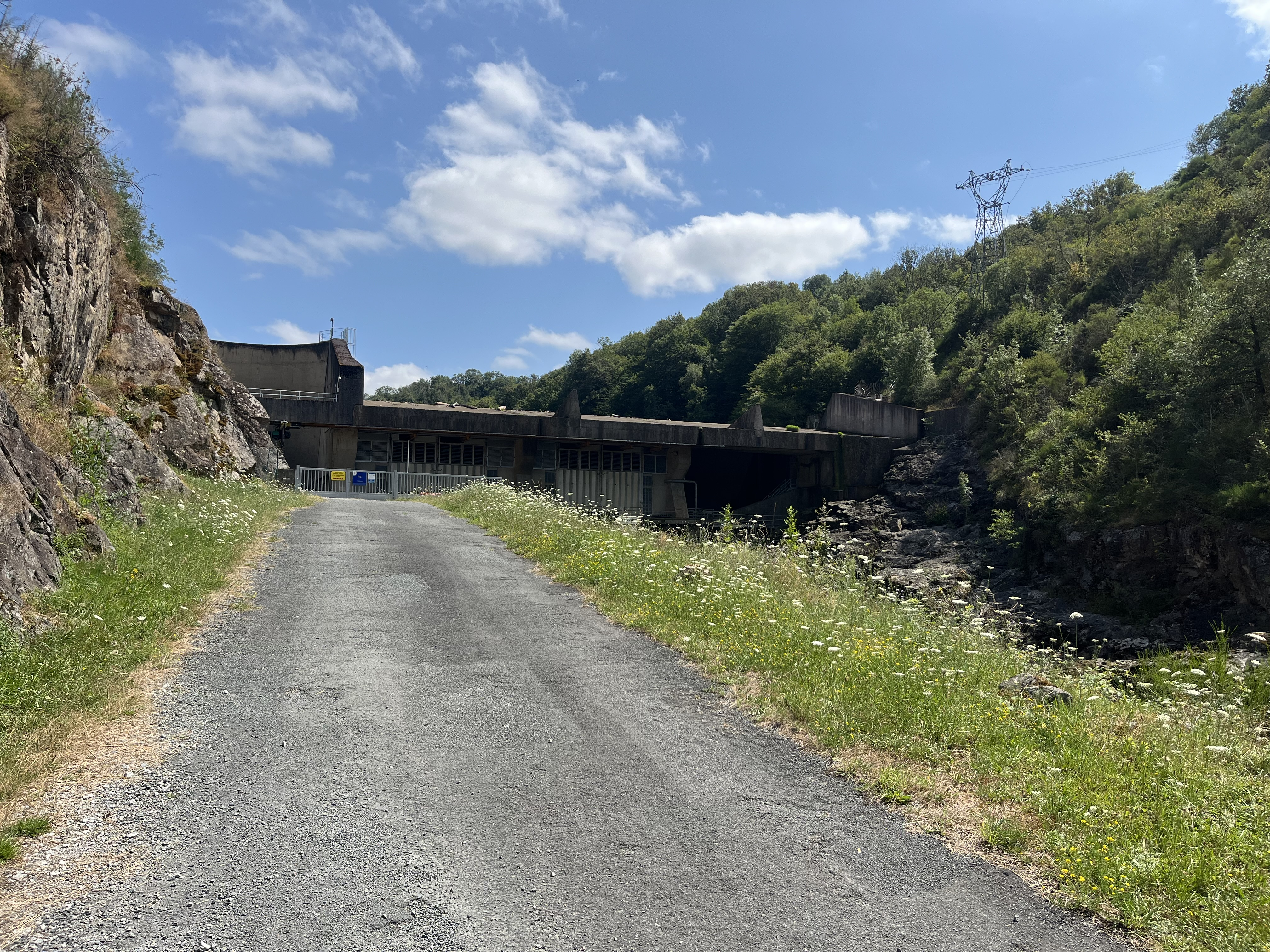
L'Âge.
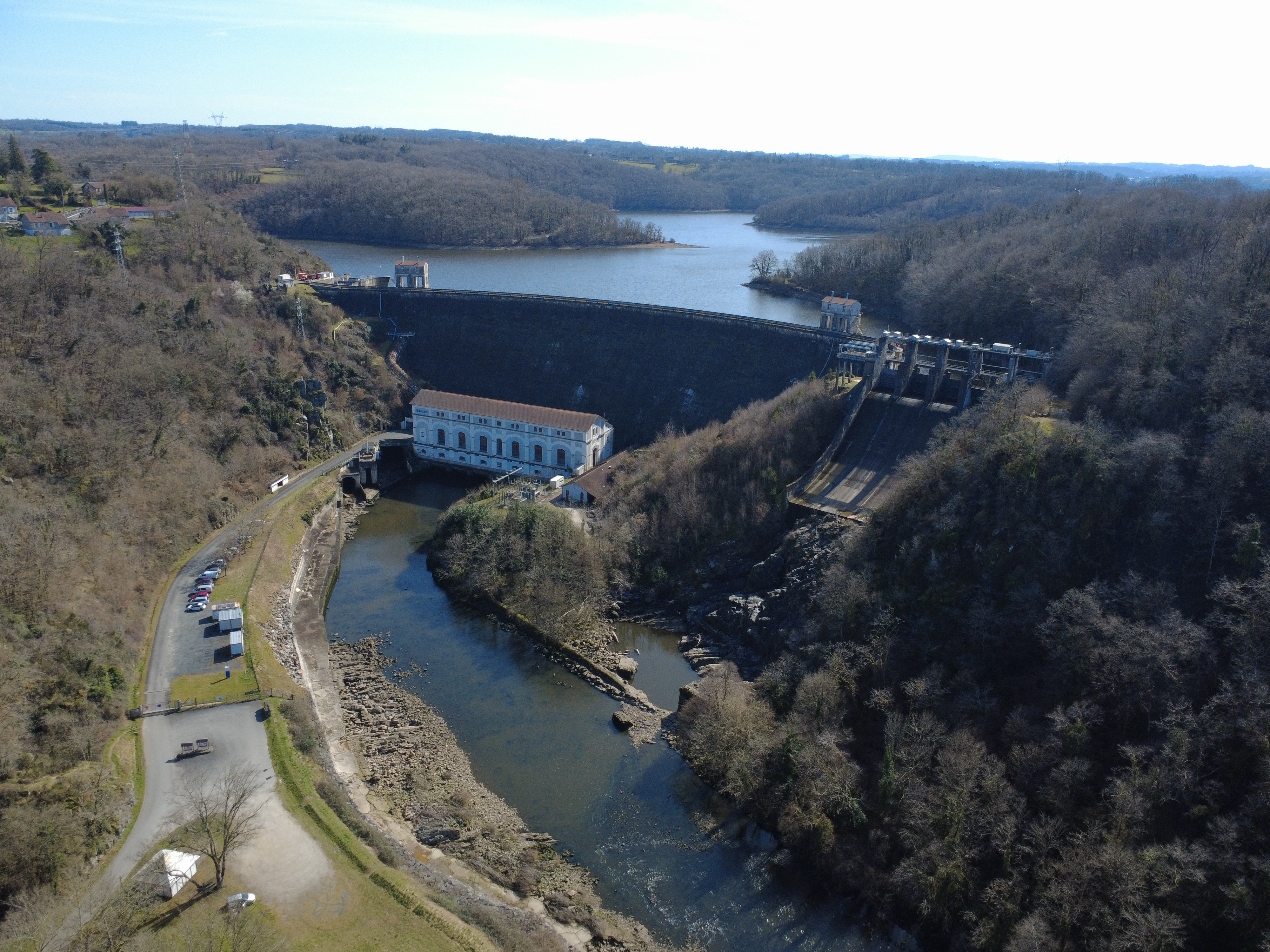
Éguzon.
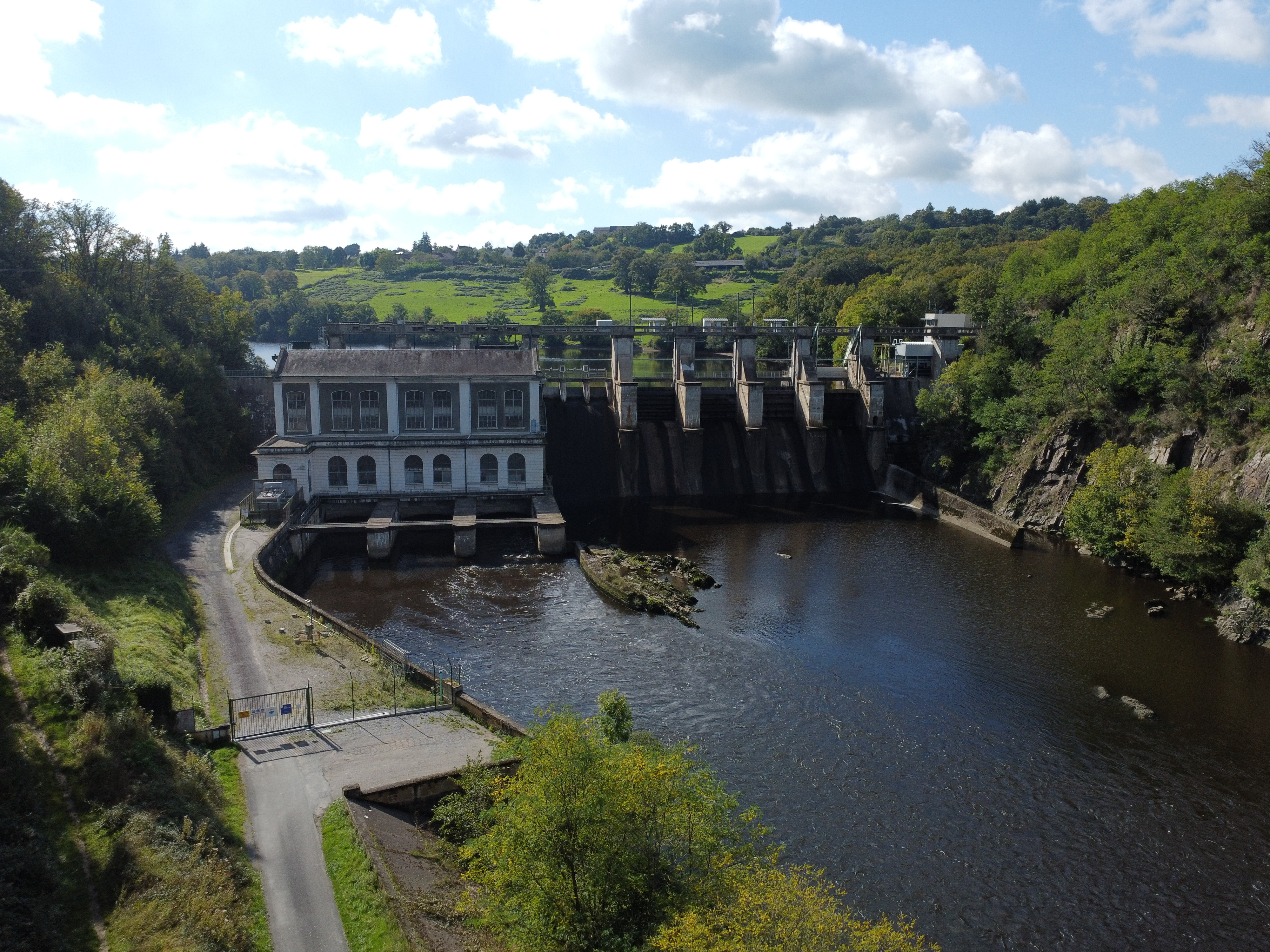
Roche-au-Moine.
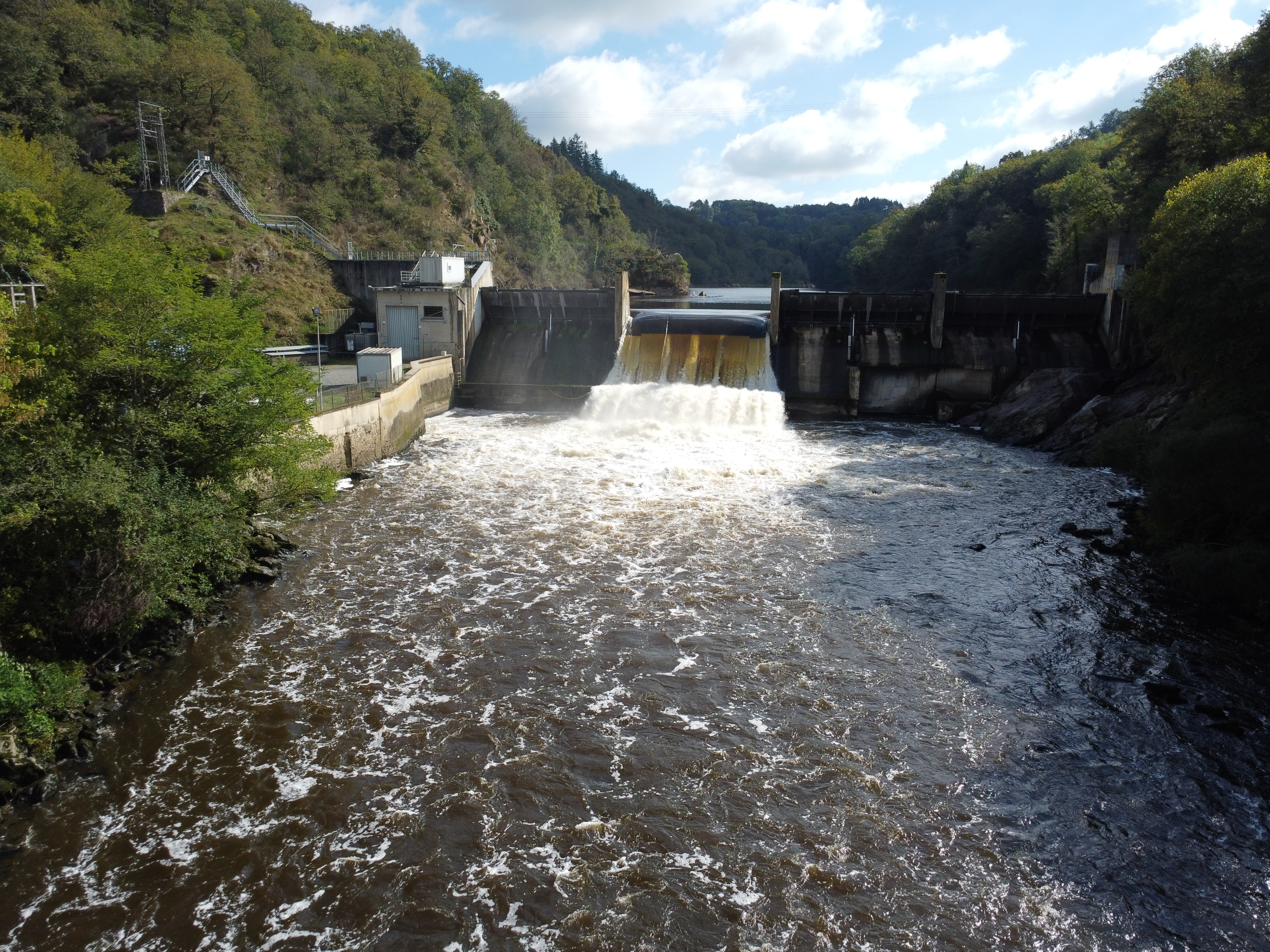
Roche-Bat-L'Aigue.

#### Autres
- Plan d'eau du Barrage de l'Age
- Lac de Chambon (base de loisir d'Éguzon, plage de Bonnu[15], plage de Chambon[16] et plage de Fougères[17])
- Plage de Montcocu
- Plage de Chenet
- Plage de Lurais
- Canoë-kayak
- Stade d'eau vive de Tournon-Saint-Martin[18].

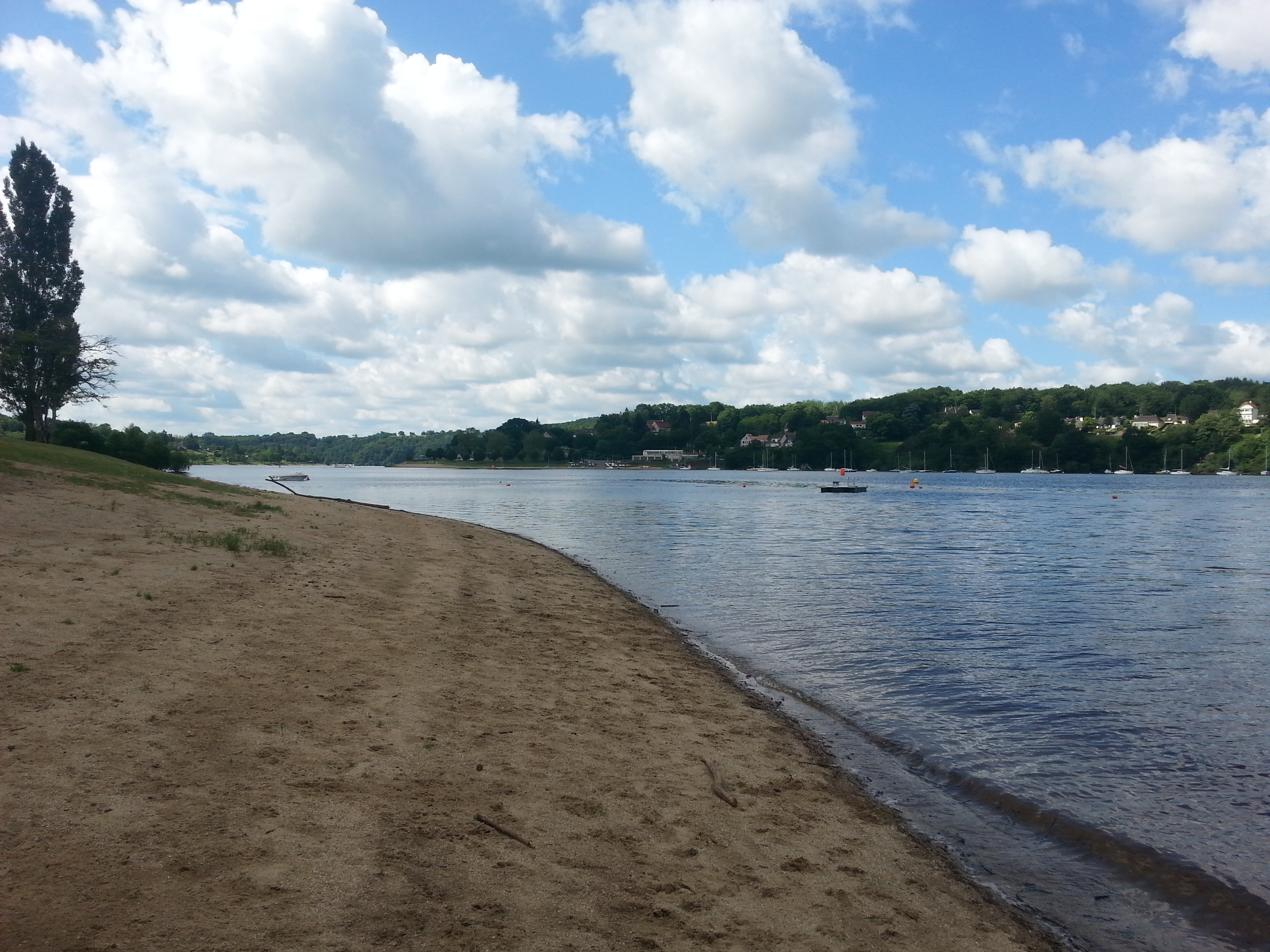
Plage de Bonnu.
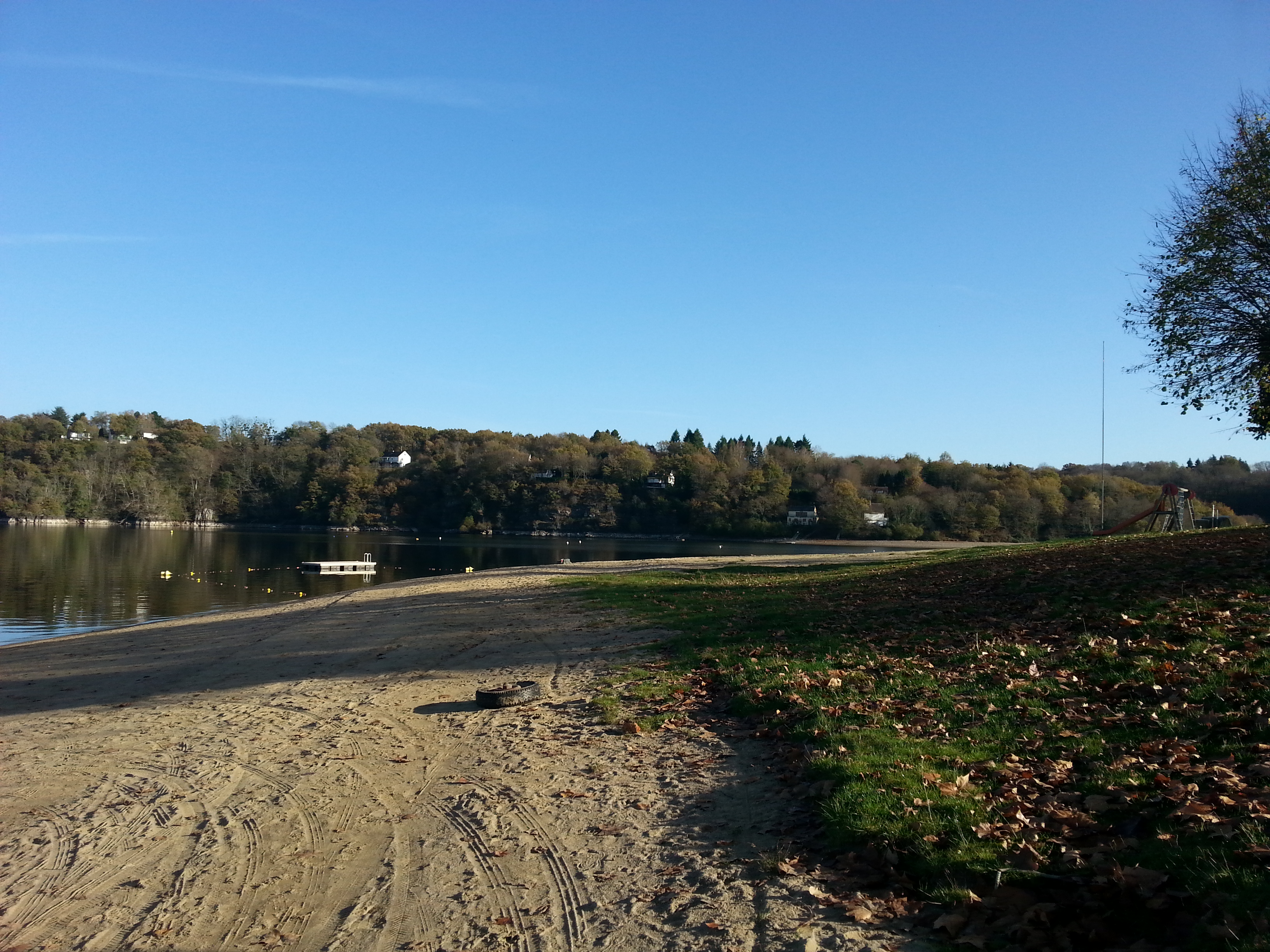
Plage de Chambon.
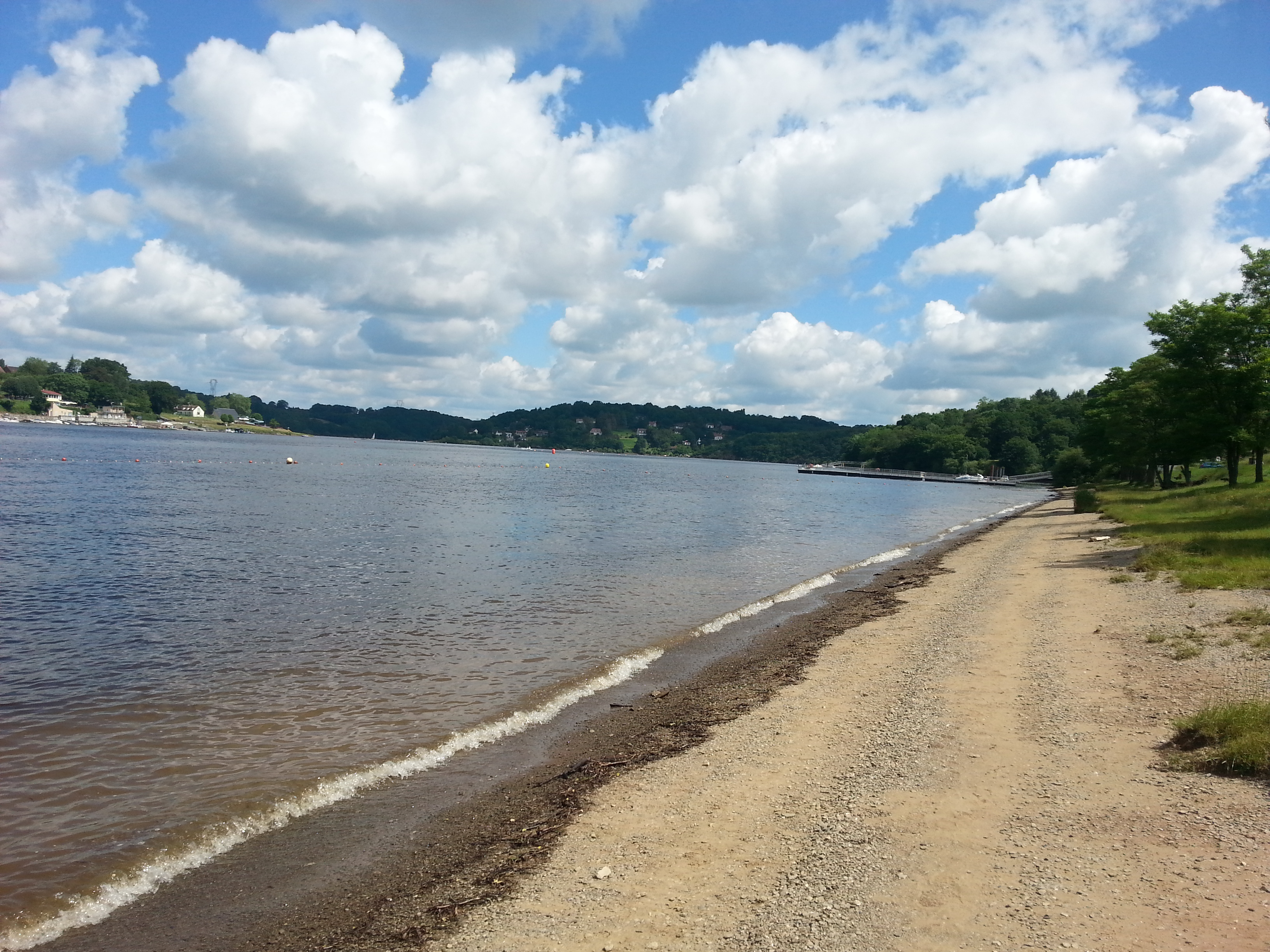
Plage de Fougères.
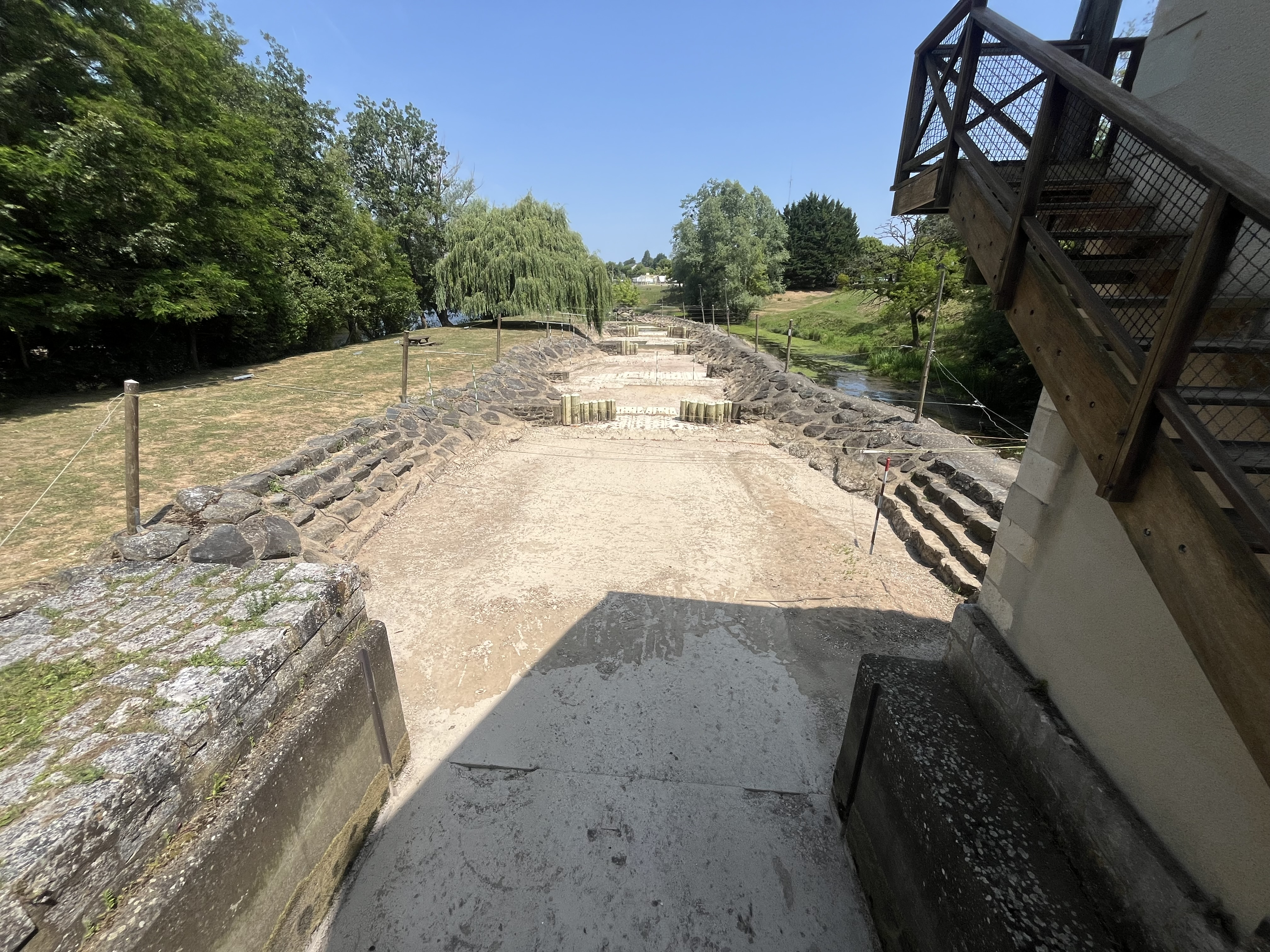
Stade d'eau vive.

### Milieu naturel
La Creuse et ses cours d'eau affluents de la source jusqu'à la retenue des Combes, de l'aval du barrage des Combes à la confluence du ruisseau des Chers et du complexe d'Eguzon jusqu'à la confluence avec la Vienne sont classés dans la liste 1 au titre de l'article L. 214-17 du code de l'environnement sur le Bassin Loire-Bretagne. Du fait de ce classement, aucune autorisation ou concession ne peut être accordée pour la construction de nouveaux ouvrages s'ils constituent un obstacle à la continuité écologique et le renouvellement de la concession ou de l'autorisation des ouvrages existants est subordonné à des prescriptions permettant de maintenir le très bon état écologique des eaux.
Le cours d'eau est de première catégorie  dans le département de la Creuse (sauf en aval de son confluent avec le « ruisseau de Fransèches » et la retenue d'eau du barrage des Combes). Il est de deuxième catégorie sur le reste de son parcours.
Le castor d’Europe est présent sur les berges de la rivière, dans le département de l'Indre, entre les communes d'Argenton-sur-Creuse et de Tournon-Saint-Martin. Cela fait suite au passage en « espèce protégée » en 1968, puis à sa réintroduction par l'homme.

#### Réserve biologique
Un cours d’eau est considéré comme réserve biologique lorsqu'il comprend une ou plusieurs zones de reproduction ou d’habitat des espèces de phytoplanctons, de macrophytes et de phytobenthos, de faune benthique invertébrée et l’ichtyofaune, et permet leur répartition dans un ou plusieurs cours d’eau du bassin versant. Les réservoirs biologiques, nécessaires au maintien ou à l’atteinte du bon état écologique des cours d’eau, correspondent donc :
- à un tronçon de cours d’eau ou annexe hydraulique qui va jouer le rôle de pépinière, de « fournisseur » d’espèces susceptibles de coloniser une zone naturellement ou artificiellement appauvrie (réensemencement du milieu) ;
- à des aires où les espèces peuvent accéder à l’ensemble des habitats naturels nécessaires à l’accomplissement des principales phases de leur cycle biologique (reproduction, abri-repos, croissance, alimentation).

Dans le cadre des travaux préparatoires à l'élaboration de ce classement au sein du SDAGE Loire-Bretagne 2016-2021, La Creuse depuis le complexe d'Éguzon jusqu'à la confluence avec la Gartempe, est répertoriée comme réserve biologique, sous l'identifiant RESBIO_292. Les espèces présentes sont : la mulette perlière et la truite fario.